# 既判力
既判力（既決事項、確定判決；res judicata、res iudicata、claim preclusion），亦稱定讞，為法律專有名詞，從字面上看，即是一個已經（既）確定下來的判決（判），它所產生的效力（力）。簡單來說，「既判力」指的就是一旦判決確定後，對於同一事件，當事人不可再行起訴，法院亦不可再為裁判。
在中华民国，既判力規定在民事訴訟法第400條；在中華人民共和國，因為其再審制度特殊，因此有認為其並沒有類似於既判力之制度設計者；在德國，既判力規定在民事訴訟法322條。

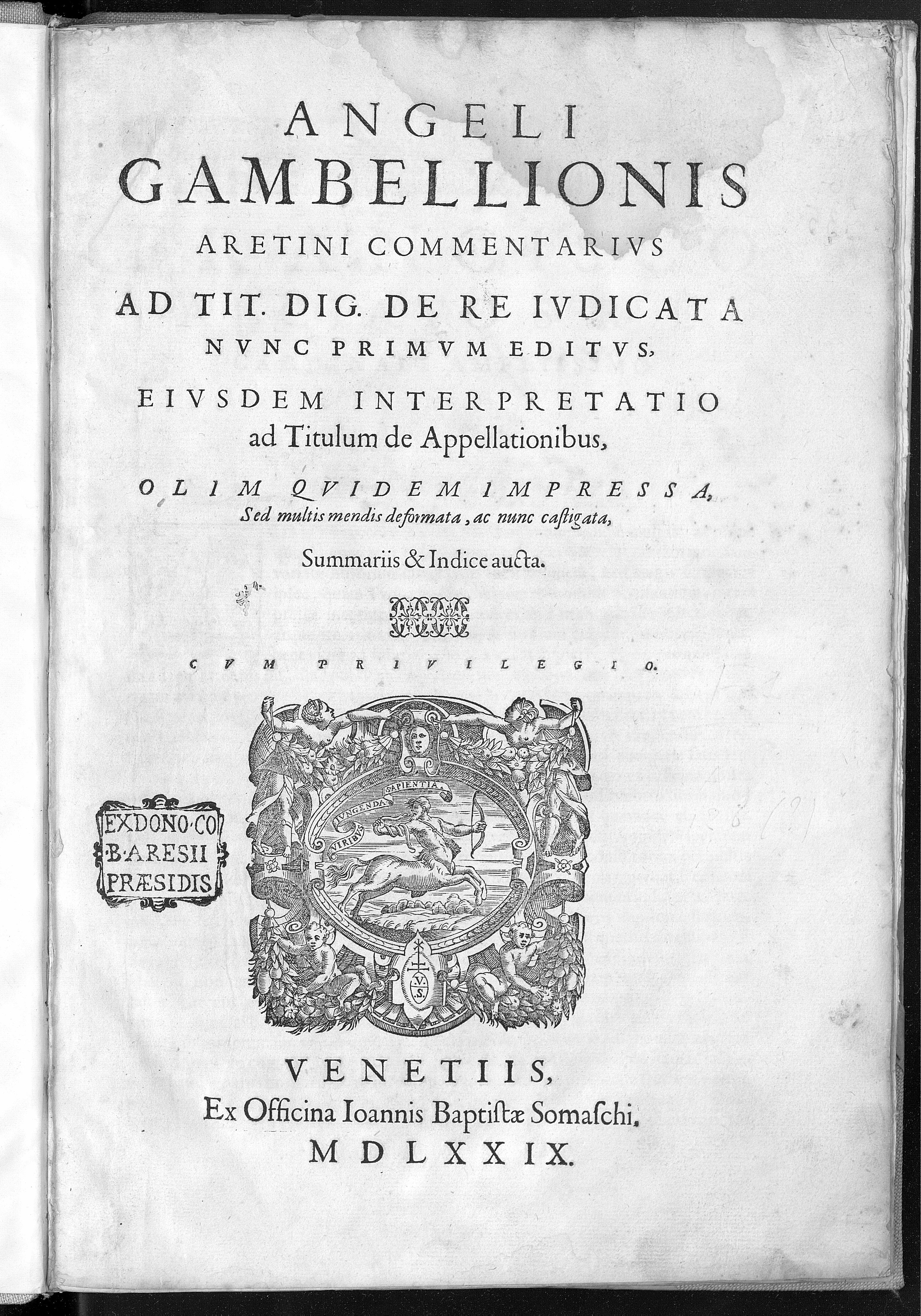
Angelo Gambiglioni, De re iudicata, 1579

## 既判力的依據
既判力的基礎理念的來源約有二；其一來自於禁反言原則，簡單來說，禁反言即是要當事人「說話算話」的意思。既然在當事人在訴訟上已獲得充分的權益主張以及證據提出的機會，對於因此而作出的判決自當承擔其判決的結果。第二則是法治國原則：為維護當事人之間的法律和平，不應該重新捲入已經不能再行辯駁的，已經確定的裁判。此外，為了維護法院的尊嚴，也必須避免相互矛盾的裁判。只有禁止再次審判以及讓當事人受到裁判的拘束才能實現這個目的。

## 意義
一個判決確定的效力，在法律上可以區分形式上的確定力與實質上的確定力。後者即是一般所稱的「既判力」。形式確定力是指判決不能再向法院聲明不服，即整個訴訟關係終結。所謂不得聲明不服，是指不能再向法院提起上訴或抗告，因而取消或變更該法院的判決。
一旦判決有了形式確定力後，即刻產生實質確定力（既判力），法院已判斷的事項，當事人不可以更行起訴，於其他訴訟用作攻擊或防禦方法，不得跟確定判決為相反的主張；相對的，既判力亦同時拘束法院。換句話說，法院也不得就已審判之事項再行審判，於其他訴訟中亦不得與確定判決相牴觸之裁判。最重要的內容乃在於透過禁止當事人重行起訴，來達到避免前後矛盾之裁判的作用。

## 既判力的範圍（確定判決效力的範圍）
一個確定判決的效力可以從下面三點來觀察。第一是什麼人必須要受到判決的拘束？第二是什麼東西受須要到判決的拘束？以及是以什麼時間為判斷上述二者的基準點 ？第一點即是探討既判力對於人的範圍（主觀範圍）；第二點即是探討既判力對訴訟標的的範圍（客觀範圍）， 而第三點是在探討既判力對於「時」的範圍。

### 主觀範圍
- 當事人：原則上既判力僅及於原告及被告之間，此為原則。
- 第三人：在例外的情形，判決效力可以及於第三人。
  - 判決確定後為當事人的繼受人者，依權利義務概括承受之原則，自應為既判力所及。如對於被繼承人所為之確定判決，其效力及於繼承人，對於法人之判決，其效力自應及於合併後存續之法人。
  - 訴訟繫屬後
    - 特定繼受人：即訴訟雖然已經移轉給第三人，但仍由原有之當事人繼續為訴訟行為時。[註 3]
    - 替當事人或繼受人占有訴訟標的物者

  - 為他人為原告或被告者
  - 因參加人承當訴訟而脫離訴訟之當事人
  - 連帶之債的判決在一定範圍內，其效力及於未為當事人之連帶債務人或連帶債權人。[7]

### 客觀範圍
既然當事人聲請法院為其所提出的訴訟標的而為裁判，故既判力的客觀範圍，自當限制在訴訟標的經裁判者。

### 時的範圍
既判力的基準時，在採取「辯論主義」的民事訴訟，乃以「言詞辯論」終結為界限。因為在此之前，當事人皆可提出攻擊防禦方法為自己辯護。若於此時間點內不提出而留待判決確定後才主張，有違「訴訟經濟」之原則，更會影響到判決的定性。

## 參閱
- 爭點效
- 禁止反言

## 外部連結
- Legal Definitions of Res Judicata And Collateral Estoppel （页面存档备份，存于）
- Res judicata | law | Britannica.com （页面存档备份，存于）